# Ausar Thompson
Ausar XLNC Thompson, född 30 januari 2003 i Oakland i Kalifornien, är en amerikansk professionell basketspelare (SG/SF) som spelar för Detroit Pistons i National Basketball Association (NBA).
Han draftades av Detroit Pistons i andra rundan i 2023 års draft som femte spelare totalt.
Han är tvillingbror till Amen Thompson.